# Żona Lota

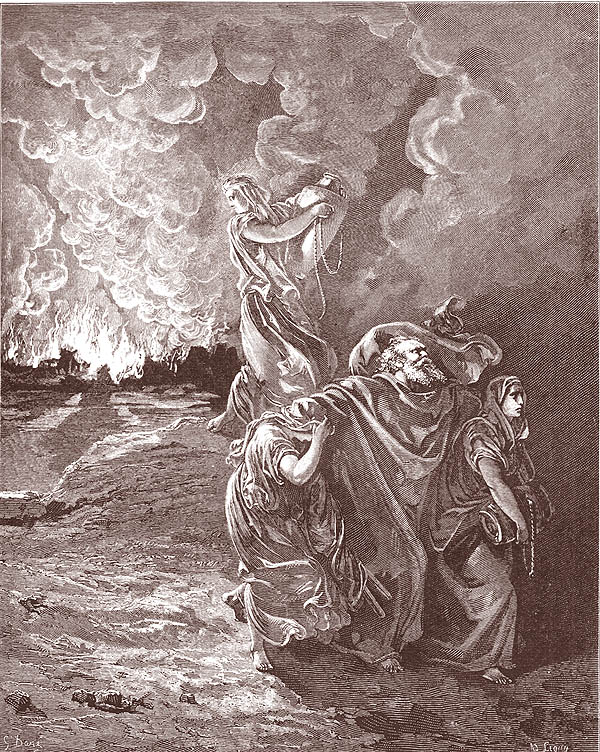
Ucieczka rodziny Lota z Sodomy w wizji G. Doré (1872)

Żona Lota – nieznana z imienia postać starotestamentowa, małżonka bratanka patriarchy Abrahama – Lota, uciekająca wraz z mężem i dwiema córkami z zagrożonej zagładą Sodomy.
Przed nakazem ucieczki Bóg Jahwe ostrzegł Lota, by nikt z jego bliskich nie oglądał się za siebie, gdyż podzieli los przeklętego miasta. Jednak jego żona w trakcie ucieczki spojrzała ku Sodomie, przypuszczalnie zaciekawiona tym, co się tam działo (Biblia nie podaje nic, co by sugerowało, jakie pobudki nią kierowały). Zgodnie z zapowiedzią Boga spotkała ją zagłada, gdyż zamieniła się w słup soli.
Przykład tej postaci wykorzystał Jezus udzielając chrześcijanom przestrogi: Przypomnijcie sobie żonę Lota.
Egzegeci uważają, że przyczyną śmierci żony Lota był fakt, iż powróciła do ukochanego miasta, gdzie zginęła. Słup soli stanowi zaś symbol – metaforyczne pouczenie, że za nieposłuszeństwo czeka kara. Niektórzy sądzą, że śmierć kobiety spowodowana była nagłym przerażeniem. Jednocześnie jest ona zapewne etiologicznym wyjaśnieniem zaistnienia jakiegoś bloku solnego o kształcie postaci ludzkiej, powstałego wskutek wypiętrzeń tektonicznych.
Alegorycznym wyjaśnieniem, dlaczego żona Lota zamieniła się w słup soli, może być przesadne opłakiwanie przez nią utraconej Sodomy: słone łzy ściekające po niej spowodowały, iż w końcu sama zamieniła się w słup soli. Lot zaś uciekając z miasta niszczonego przez deszcz ognia i siarki, patrzył wprost nie oglądając się za siebie, skupiony był na Bogu i Jemu posłuszny. Nie żył przeszłością, nie opłakiwał strat, nie zwracał się wstecz. Dzięki temu nie został sparaliżowany tak jak jego żona. Wynika stąd morał, iż przedłużający się żal, płacz, skupianie się na przeszłości i poniesionych stratach prowadzi ostatecznie do paraliżu i śmierci.
Biblizmy: zmienić się w słup soli – zamrzeć w bezruchu, skamienieć z wrażenia lub przerażenia.
Józef Flawiusz w (DDIXI4) wspomina o zalotnikach dziewic, którzy również mogliby się uratować, gdyby nie zlekceważyli ostrzeżenia Lota.